# ایکلاد
ایکلاد (به مجاری: Iklad) یک شهرداری در مجارستان است که در ناحیه آسود واقع شده‌است. ایکلاد ۱۱٫۲۲ کیلومتر مربع مساحت و ۲٬۱۳۸ نفر جمعیت دارد.